# 1030 Vitja
1030 Vitja је астероид главног астероидног појаса са пречником од приближно 64,13 .
Афел астероида је на удаљености од 3,496 астрономских јединица (АЈ) од Сунца, а перихел на 2,741 АЈ.
Ексцентрицитет орбите износи 0,121, инклинација (нагиб) орбите у односу на раван еклиптике 14,783 степени, а орбитални период износи 2011,670 дана (5,507 година).
Апсолутна магнитуда астероида је 10,30 а геометријски албедо 0,032.
Астероид је откривен 25. маја 1924. године.